# Benz 25/45 PS
Der Benz 25/45 PS wurde 1909 dem kleineren Benz 24/40 PS als nächstgrößeres Modell zur Seite gestellt.
Der Wagen war mit einem Vierzylinder-Reihenmotor mit 6330 cm³ Hubraum ausgestattet, der 45 PS (33 kW) bei 1400 min−1 entwickelte. Die Motorkraft wurde an über eine Lederkonuskupplung an ein Vierganggetriebe weitergeleitet und von dort je nach Wunsch des Kunden über Ketten oder eine Kardanwelle an die Hinterräder. Die Höchstgeschwindigkeit lag bei 85 km/h, der Benzinverbrauch bei 24 l / 100 km.
Das blattgefederte Fahrgestell mit Holzspeichenrädern und Luftreifen  kostete  ℳ 16.000,--. Der Kettenantrieb kostete ℳ 1.000,-- Aufpreis.

## Quelle
- Werner Oswald: Mercedes-Benz Personenwagen 1886–1986. 4. Auflage. Motorbuch-Verlag, Stuttgart 1987, ISBN 3-613-01133-6, S. 44–45.